# Бусева-Давыдова, Ирина Леонидовна
Ири́на Леони́довна Бу́сева-Давы́дова (род. 15 февраля 1952, Иваново, СССР) — советский и российский искусствовед, специализирующийся на древнерусском искусстве. Лауреат Государственной премии РФ (1999), доктор искусствоведения (2005), академик РАХ (2021). Одна из авторов «Большой Российской энциклопедии».

## Биография
Окончила Московский государственный университет им. М. В. Ломоносова (отделение искусствоведения) в 1975 году, аспирантуру — в 1978 году (кандидатская диссертация на тему: «Проблема „нарышкинского стиля“ в русском искусстве второй половины XVII в.»). Научный руководитель — профессор М. А. Ильин. Докторантура в НИИТАГ, (1990—1991 гг.) Член-корреспондент Российской академии художеств (Отделение искусствознания и художественной критики, 2012), доктор искусствоведения (2005, «Россия XVII века: культура и искусство в эпоху перемен»).
Создатель музея «Мир детства» в Историко-культурном комплексе «Вятское» (Ярославская область).

## Научные труды

### Монографии
- Храмы Московского Кремля: Святыни и древности. Подробный историко-культурный путеводитель.(М.: Прогресс-Традиция, 1997 г.)
- Москва: Архитектурный путеводитель / И. Л. Бусева-Давыдова, М. В. Нащокина, М. И. Астафьева-Длугач. — М.: Стройиздат, 1997. — 512 с. — ISBN 5-274-01624-3.
- Святые образы: Русские иконы XV—XX веков из частных собраний / Автор текста — И. Л. Бусева-Давыдова. (М: Эксперт-клуб, 2006 г.)
- Культура и искусство в эпоху перемен: Россия XVII столетия. — М.: Индрик, 2008;
- Храм преображенный: Роспись храма св. Преображения Господня в Загребе [в соавт. с Драганом Дамьяновичем, на рус., сербск. и англ. яз.]. (Загреб: Сканер студио, 2008 г.)
- Словарь архитекторов и мастеров строительного дела Москвы XV — середины XVIII века. (М.: URSS, 2008 г. [авторское участие — 570 статей; научное редактирование])
- Русские святые. Избранные иконы из коллекции Феликса Комарова. (М.: Изд-во «Виртуальная галерея», 2016 г.) (куратор проекта, научный редактор каталога, автор вступительной статьи и части каталожных описаний — И. Л. Бусева-Давыдова).
- Русская иконопись от Оружейной палаты до модерна: поиски сакрального образа. М.: БуксМАрт, 2019.

### Статьи
- Ангел : [арх. 9 декабря 2022] / Е. А. Молодов, А. Б. Сомов, Г. Г. Ястребов; И. Л. Бусева-Давыдова (иконография) // А — Анкетирование [Электронный ресурс]. — 2005. — С. 678. — (Большая российская энциклопедия : [в 35 т.] / гл. ред. Ю. С. Осипов ; 2004—2017, т. 1). — ISBN 5-85270-329-X.
- Андрей Первозванный : [арх. 3 декабря 2022] / Г. Г. Ястребов, И. Л. Бусева-Давыдова // А — Анкетирование [Электронный ресурс]. — 2005. — С. 731. — (Большая российская энциклопедия : [в 35 т.] / гл. ред. Ю. С. Осипов ; 2004—2017, т. 1). — ISBN 5-85270-329-X.
- Богородица : [арх. 28 сентября 2022] / Л. В. Литвинова (Отношение к Богородице в протестантизме.), Н. В. Квливидзе (иконография); И. Л. Бусева-Давыдова (чудотворные иконы Богородицы) // «Банкетная кампания» 1904 — Большой Иргиз [Электронный ресурс]. — 2005. — С. 651—657. — (Большая российская энциклопедия : [в 35 т.] / гл. ред. Ю. С. Осипов ; 2004—2017, т. 3). — ISBN 5-85270-331-1.
- Владимирская икона Божией Матери : [арх. 3 января 2023] / Бусева-Давыдова И. Л. // Великий князь — Восходящий узел орбиты [Электронный ресурс]. — 2006. — С. 441-442. — (Большая российская энциклопедия : [в 35 т.] / гл. ред. Ю. С. Осипов ; 2004—2017, т. 5). — ISBN 5-85270-334-6.
- Высоко-Петровский монастырь : [арх. 7 октября 2022] / В. В. Аксючиц-Лаушкина; И. Л. Бусева-Давыдова (архитектура) // Восьмеричный путь — Германцы [Электронный ресурс]. — 2006. — С. 138—139. — (Большая российская энциклопедия : [в 35 т.] / гл. ред. Ю. С. Осипов ; 2004—2017, т. 6). — ISBN 5-85270-335-4.
- Георгиевский собор : [арх. 15 июня 2022] / Бусева-Давыдова И. Л. // Восьмеричный путь — Германцы [Электронный ресурс]. — 2006. — С. 632. — (Большая российская энциклопедия : [в 35 т.] / гл. ред. Ю. С. Осипов ; 2004—2017, т. 6). — ISBN 5-85270-335-4.
- Державная икона Божией Матери : [арх. 2 октября 2022] / Бусева-Давыдова И. Л. // Григорьев — Динамика [Электронный ресурс]. — 2007. — С. 565. — (Большая российская энциклопедия : [в 35 т.] / гл. ред. Ю. С. Осипов ; 2004—2017, т. 8). — ISBN 978-5-85270-338-5.
- Евангелисты : [арх. 3 января 2023] / А. А. Ткаченко, И. Л. Бусева-Давыдова (иконография) // Динамика атмосферы — Железнодорожный узел [Электронный ресурс]. — 2007. — С. 504-505. — (Большая российская энциклопедия : [в 35 т.] / гл. ред. Ю. С. Осипов ; 2004—2017, т. 9). — ISBN 978-5-85270-339-2.
- Елена Святая : [арх. 24 октября 2022] / Зверев С. П., Бусева-Давыдова И. Л. (иконография) // Динамика атмосферы — Железнодорожный узел [Электронный ресурс]. — 2007. — С. 647. — (Большая российская энциклопедия : [в 35 т.] / гл. ред. Ю. С. Осипов ; 2004—2017, т. 9). — ISBN 978-5-85270-339-2.
- Илия : [арх. 4 ноября 2022] / Бусева-Давыдова И. Л. (иконография) // Излучение плазмы — Исламский фронт спасения [Электронный ресурс]. — 2008. — С. 98. — (Большая российская энциклопедия : [в 35 т.] / гл. ред. Ю. С. Осипов ; 2004—2017, т. 11). — ISBN 978-5-85270-342-2.
- Казанская икона Божией Матери : [арх. 23 октября 2022] / Бусева-Давыдова И. Л. // Исландия — Канцеляризмы [Электронный ресурс]. — 2008. — С. 393. — (Большая российская энциклопедия : [в 35 т.] / гл. ред. Ю. С. Осипов ; 2004—2017, т. 12). — ISBN 978-5-85270-343-9.
- Воздвижение Креста Господня : [арх. 1 октября 2022] / М. С. Желтов, А. А. Лукашевич; И. Л. Бусева-Давыдова (иконография) // Великий князь — Восходящий узел орбиты [Электронный ресурс]. — 2006. — С. 560—561. — (Большая российская энциклопедия : [в 35 т.] / гл. ред. Ю. С. Осипов ; 2004—2017, т. 5). — ISBN 5-85270-334-6.
- Николай Мирликийкий : [арх. 9 декабря 2022] / А. Ю. Виноградов; И. Л. Бусева-Давыдова, А. В. Пожидаева (иконография в западноевропейском искусстве) // Николай Кузанский — Океан [Электронный ресурс]. — 2013. — С. 6-10. — (Большая российская энциклопедия : [в 35 т.] / гл. ред. Ю. С. Осипов ; 2004—2017, т. 23). — ISBN 978-5-85270-360-6.
- Сергий Радонежский : [арх. 4 января 2023] / М. В. Печников; И. Л. Бусева-Давыдова (иконография) // Сен-Жерменский мир 1679 — Социальное обеспечение [Электронный ресурс]. — 2015. — С. 76—77. — (Большая российская энциклопедия : [в 35 т.] / гл. ред. Ю. С. Осипов ; 2004—2017, т. 30). — ISBN 978-5-85270-367-5.